# Erik Damgaard
Erik Damgaard (* 3. November 1943; † 2013) war ein dänischer Politikwissenschaftler und Hochschullehrer an der Universität Aarhus.

## Leben und Wirken
Erik Damgaard studierte Politikwissenschaft an der Universität Aarhus und schloss sein Studium 1968 mit der Magisterprüfung ab. Seine Promotion zum Dr. sc. pol. an dieser Universität erfolgte 1977. Nach seiner ersten akademischen Prüfung war Damgaard als Hochschullehrer an der Universität Aarhus tätig, die ihn im Jahre 1985 zum Professor für allgemeine und vergleichende Staatswissenschaft ernannte. 2009 trat er in den Ruhestand.
Damgaard beschäftigte sich in Forschung und Lehre mit dem politischen Systemen Dänemarks und der anderen nordischen Staaten, vor allem mit dem dänischen „Folketing“. An seiner Universität war er als Instituts- bzw. Fachbereichsleiter und in der akademischen Selbstverwaltung tätig.

## Veröffentlichungen (Auswahl)
Monographien
- Folketing under forandring. Aspects of Folketinget's development, mode of operation, and position in the political system. Samfundsvidenskabeligt Forl., København 1977, ISBN 87-7318-071-8 (= Dissertation Universität Aarhus).

- (Hrsg.): The politics of economic crisis. Lessons from Western Europe. Avebury, Aldershot 1989, ISBN 0-566-05517-1.

- (Hrsg.): Parliamentary change in the Nordic countries. Scandinavian University Press, Oslo 1992, ISBN 82-00-21510-5.

- (Hrsg., mit Torbjörn Bergman): Delegation and accountability in European integration. The Nordic parliamentary democracies and the European Union. Cass, London 2000, ISBN 0-7146-8115-6.

- Folkets styre. Magt or ansvar i dansk politik. Aarhus Universitetsforlag, Aarhus 2003, ISBN 87-7934-060-1.

- (mit Jørgen Grønnegård Christensen u. Jørgen Elklit): Det demokratiske system. Valg, parlamentarisme og forvaltning. Academica, Aarhus 2007, ISBN 87-7675-451-0.

Aufsätze
- The parliamentary basis of Danish governments. The patterns of coalition formation. In: Scandinavian political studies, Bd. 4 (1969), S. 37–57.
- (mit Mogens N. Pedersen, u. P. Hannestad Olsen): Party distances in the Danish Folketing 1945–1968. In: Scandinavian political studies, Bd. 6 (1971), S. 87–106.
- Funktionen des Parlaments im politischen System Dänemarks. Europäisches Parlament. Luxemburg 1974.
- Stability and change in the Danish party system over half a century. In: Scandinavian political studies, Bd. 9 (1974), S. 103–125.
- (mit Kjell A. Eliassen): Corporate pluralism in Danish law-making. In: Scandinavian political studies, N.S., Bd. 1 (1978), S. 285–313.

- (mit Kjell A. Eliassen): Reduction of party conflict through corporate participation in Danish law-making. In: Scandinavian political studies, Bd. 3 (1980), S. 105–121.
- (mit Palle Svensson): Who governs? Parties and policies in Denmark. In: European journal of political research, Bd. 17 (1989), S. 731–745.

- Parliamentary questions and control in Denmark. In: Matti Wiberg (Hrsg.): Parliamentary control in the Nordic Countries. The Finnish Political Science Association, Helsinki 1994, S. 44–76, ISBN 951-96131-7-X.
- Dänemark. Das Leben und Sterben von Koalitionsregierungen. In: Wolfgang C. Müller (Hrsg.): Koalitionsregierungen in Westeuropa. Bildung, Arbeitsweise und Beendigung. Signum-Verlag, Wien 1997, S. 289–326, ISBN 3-85436-241-2.

- A note on Danish parliamentary research. In: Erik Beukel (Hrsg.): Elites, parties, and democracy. Festschrift for Professor Mogens N. Pedersen. Odense University Press, Odense 1999, S. 31–47, ISBN 87-7838-506-7.

- (mit Asbjørn Sonne Nørgaard): The European Union and Danish parliamentary democracy. In: The journal of legislative studies, Bd. 6 (2000), S. 33–58.

- (mit Henrik Jensen): Europeanisation of executive-legislative relations. Nordic perspectives. In: The journal of legislative studies, Bd. 11 (2005), S. 394–411.

- Denmark. Delegation and accountability in minority situations. In: Kaare Strøm (Hrsg.): Delegation and accountability in parliamentary democracies. Oxford University Press, Oxford 2006, S. 281–300, ISBN 0-19-929160-8.

- (mit Henrik Jensen): Assessing strength and weaknesses in legislatures. The case of Denmark. In: The journal of legislative studies, Bd. 12 (2006), S. 426–442.

- (mit Flemming Juul Christiansen): Parliamentary opposition under minority parliamentarism. Scandinavia. In: The journal of legislative studies, Bd. 14 (2008), S. 46–76.
- Cabinet determination. In: Kaare Strøm u. a. (Hrsg.): Cabinets and coalition bargaining. The democratic life cycle in Western Europe. Oxford University Press, Oxford 2008, S. 301–326, ISBN 978-0-19-829786-4.